# 조만후
조만후(曺萬厚, 1949년 10월 9일~2003년 2월 24일)는 대한민국의 정치인이다. 제13대 국회의원을 지냈다.

## 학력
- 진주중졸, 대입검정합격
- 성균관대 법과대학 법학과 학사

## 경력
- 사법시험 합격
- 통일민주당 총재비서실 차장, 민원실장
- 국회운영, 내무위원
- 민주자유당창당 정강정책실무위원
- 정책 제1조정실 부실장, 지자체법협상 6인 실무위원
- 서울대학교 최고경영자과정 수료
- 안기부장 보좌관
- 정무 제1차관

## 역대 선거 결과
|  | 47.92% |

|  | 25.76% |